# Scarlino Scalo
Scarlino Scalo è una frazione del comune italiano di Scarlino, nella provincia di Grosseto, in Toscana.
La frazione costituisce il centro abitato più esteso e popolato del comune, ed è quindi dotata di numerosi servizi.

## Geografia fisica
Situato nella piana del fiume Pecora, alle pendici del monte d'Alma sotto il borgo collinare di Scarlino, si sviluppa a ridosso della via Aurelia e della ferrovia Tirrenica. Dista circa 6 km dal centro comunale e poco più di 38 km da Grosseto. 

## Storia
Scarlino Scalo si presenta come un moderno centro abitato, sviluppatosi a partire dal XIX secolo nella piana del Pecora intorno alla stazione ferroviaria, scalo del borgo di Scarlino, che invece sorge sulle propaggini del monte d'Alma.
La frazione è nota poiché nell'estate del 1849, Giuseppe Garibaldi, in fuga dalle guardie pontificie, vi si rifugiò ospite di Angiolo Guelfi a Palazzo Guelfi. Il 2 settembre, con l'aiuto di alcuni patrioti maremmani della zona, riuscì a raggiungere la spiaggia di Cala Martina oltre i boschi delle Bandite di Scarlino e si imbarcò su di un peschereccio alla volta di Portovenere.

## Monumenti e luoghi d'interesse

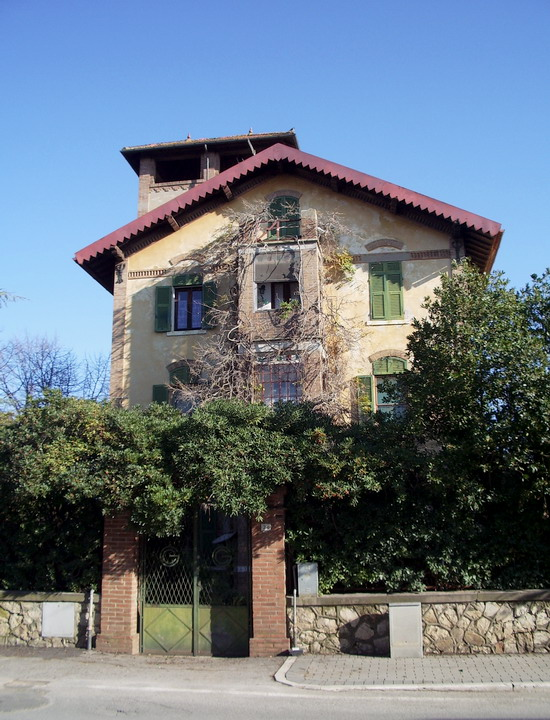
Il casello idraulico di Scarlino Scalo

### Architetture religiose
- Chiesa della Madonna delle Grazie, chiesa parrocchiale della frazione, è stata inaugurata e consacrata il 13 maggio 1984, con parrocchia già istituita nel 1976.[1]. La parrocchia della Madonna delle Grazie conta circa 1 350 abitanti.[2]

### Architetture civili
- Cantiere di smistamento piriti, principale nodo strategico del sistema di teleferiche che interessavano l'intero comprensorio delle Colline Metallifere grossetane, accoglieva presso la struttura tutto il minerale estratto dai pozzi di Niccioleta, Boccheggiano e Gavorrano, per poi provvedere alle attività di smistamento e spedizione.[3] Una prima teleferica fu costruita a Scarlino Scalo nel 1909 dalla ditta Ceretti&Tanfani di Milano, per volere dell'azienda Montecatini, come punto di arrivo della calcopirite dalla miniera di Boccheggiano, mentre il vero e proprio cantiere fu realizzato nel 1911 per accogliere anche la nuova teleferica da Gavorrano.[3] Dal 1919 il cantiere fu collegato anche con il punto di imbarco di Portiglioni. Inizialmente, la struttura originaria era composta da tralicci di legno, ma fu distrutta in seguito ad un incendio nel 1926 e ricostruita in cemento e ferro nel 1930, con l'ampliamento del sistema di teleferiche dopo l'apertura della miniera di Niccioleta.[3] Il cantiere di Scarlino Scalo fu il principale centro di smistamento piriti della Maremma, arrivando a smistare una media di 50 tonnellate di minerale l'ora.[3] Con la progressiva dismissione del sistema mineraria grossetano, le teleferiche cessarono le attività il 12 settembre 1968, ed il cantiere sostituito da un nuovo stabilimento di riduzione delle piriti, che era stato inaugurato nel 1962 in località Casone. La struttura costituisce oggi un importante esempio di archeologia industriale, in quanto ancora visibile, seppure in stato di abbandono, nei pressi della stazione ferroviaria.[4]

- Casello idraulico di Scarlino Scalo, costruito nel 1905, si presenta come una tipica costruzione che riflette l'eclettismo architettonico dei revival dei primi del Novecento.[5] È oggi utilizzato a scopi residenziali.

- Palazzo Guelfi, situato poco fuori dal paese lungo la strada provinciale 152 Vecchia Aurelia, si tratta di un imponente edificio ottocentesco che era di proprietà della famiglia Guelfi ed è stato proclamato monumento nazionale italiano[6] poiché è stato rifugio di Giuseppe Garibaldi nell'estate del 1849. Aiutato da Angiolo Guelfi e, fra gli altri, dai fratelli Lapini, a fuggire dalle guardie pontificie, qui soggiornò ed infine fuggì a Portovenere imbarcandosi da Cala Martina. Al suo interno sono conservati carteggi e lettere scritte da Garibaldi, e un sigaro appartenuto al patriota nizzardo che si dice non fece in tempo a fumare prima della sua fuga.

## Società

### Evoluzione demografica
Quella che segue è l'evoluzione demografica della frazione di Scarlino Scalo. Sono indicati gli abitanti del centro abitato e dove è possibile è inserita la cifra riferita all'intero territorio della frazione.
| Anno | Abitanti       | Abitanti |
| Anno | Centro abitato | Frazione |
| ---- | -------------- | -------- |
| 1961 | 476            | -        |
| 1981 | 827            | 1 065    |
| 2001 | 1 230          | -        |
| 2011 | 1 582          | -        |

## Economia
In tempi recenti è stata realizzata a ovest del centro abitato, in località Casone, una grande area industriale, dove, tra i vari stabilimenti, si trovano quello dell'industria chimica della Nuova Solmine, che produce acido solforico, e della Huntsman Tioxide, che sintetizza biossido di titanio. Dal 1996 è in funzione, sempre presso l'area industriale del Casone, il Cogeneratore, impianto di produzione di energia elettrica ottenuto recuperando i vecchi forni di arrostimento della pirite. L'impianto era stato concepito per il recupero energetico da rifiuti industriali. Dal 1996 al 2003 ha bruciato CDR e biomasse. Dal 2003 ha bruciato biomasse; attualmente è entrato nell'interesse dell'amministrazione provinciale per lo smaltimento del CDR. A seguito di una serie di battaglie legali tra la società che gestisce l'impianto e associazioni ambientaliste, liberi cittadini e Comuni di Follonica e Scarlino, l'impianto viene chiuso nel 2015, ma solo nel 2019, dopo la sentenza del Tribunale di Grosseto, viene impedita ufficialmente la riapertura, in quanto la prosecuzione dell’attività nella sua attuale configurazione produceva immissioni dannose alla salute delle persone.

## Infrastrutture e trasporti
Scarlino Scalo è servita da un'uscita della strada statale Aurelia e dalla stazione di Scarlino, scalo ferroviario dell'intero territorio comunale.